# Franz Albermann

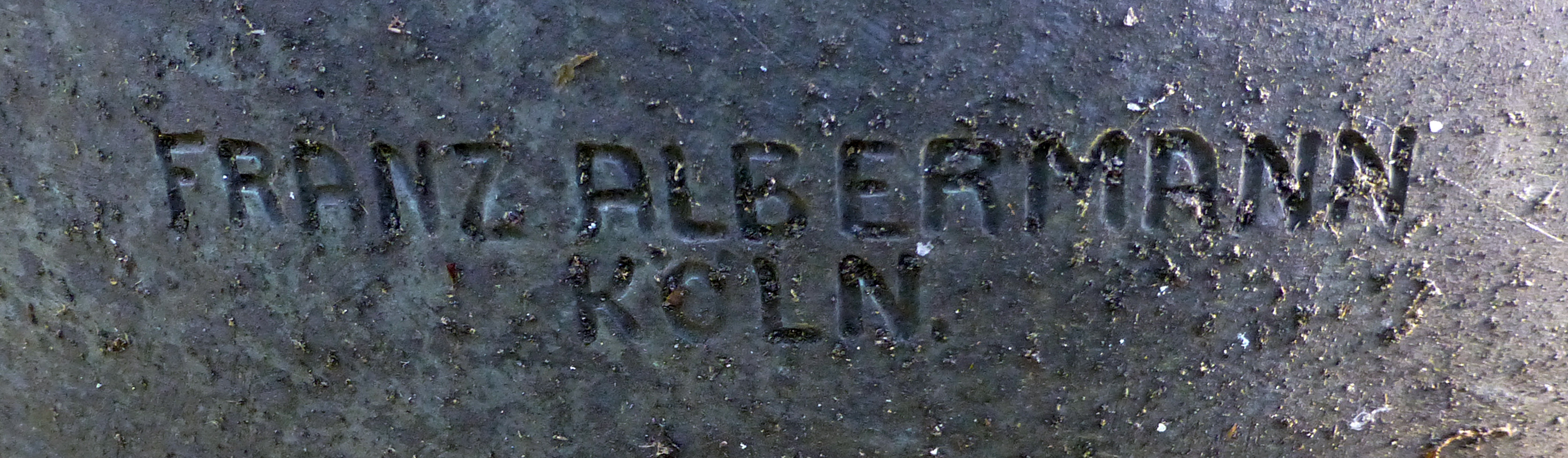
Signatur

Franz Ernst Aloys Albermann (* 30. Dezember 1877 in Köln; † 10. Dezember 1959 ebenda) war ein deutscher Bildhauer, der zunächst in Köln und später in Frechen lebte und arbeitete.

## Leben

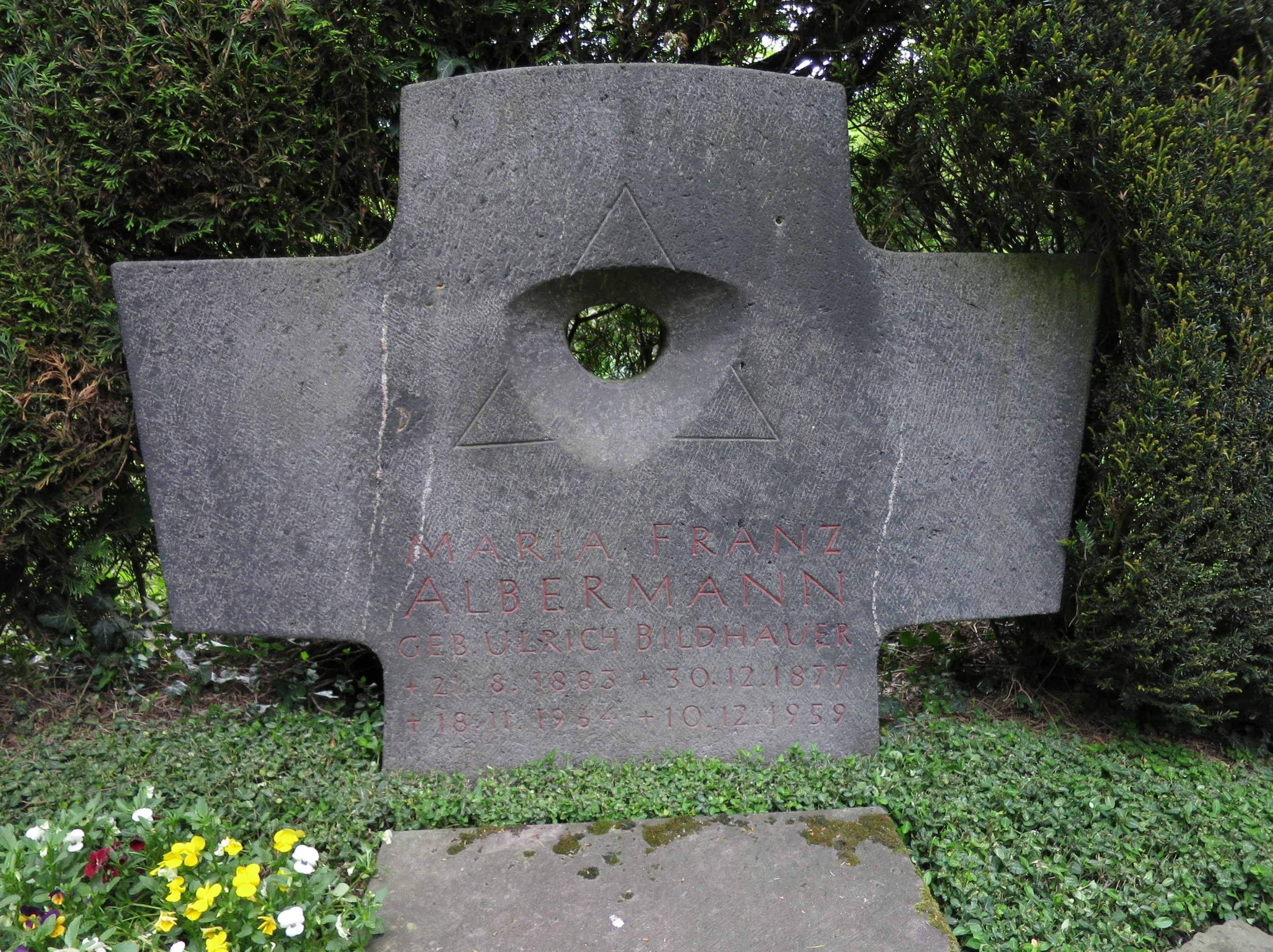
Grab auf dem Friedhof Melaten in Köln

Franz Albermann war ein Sohn des renommierten Bildhauers Wilhelm Albermann (1835–1913) und ein Bruder von Willi Albermann (* 8. April 1873), der gleichfalls als Bildhauer wirkte.
Vom 18. Juni 1910 bis 3. Juli 1910 nahm Albermann mit seiner Ehefrau an der „Ersten Nordlandfahrt“ des Doppelschrauben-Passagierdampfers Meteor der HAPAG teil.
Der von 1920 bis 1934 als Betriebsdirektor in der 1889 gegründeten Frechener Steinzeugröhrenfabrik Jacob Kalscheuer & Cie. tätige Toni Ooms engagierte Franz Albermann für die künstlerische Leitung der 1925 eingerichteten bau- und feinkeramischen Abteilung.
Für Philipp Heimann und Prof. Dr. Lemkes schuf Franz Albermann Grabsteine auf dem Friedhof Melaten in Köln.
Franz Albermann starb am 10. Dezember 1959 und wurde auf dem Friedhof Melaten (Flur 37) begraben.

## Werke
- um 1903: aus Kalkstein gefertigte Statue des hl. Antonius von Padua für das Missionshaus Knechtsteden (gemeinsam mit seinem Bruder Willi Albermann)[4]
- nach 1906: Relief-Porträt von Geheimrat Dr. med. Willems († 1906) für dessen Grabstein auf dem Deutzer Friedhof[5]
- um 1920: Hochkreuz mit Bronzekorpus auf dem Kalker Friedhof in Köln (Franz und Willi Albermann zugeschrieben)[6]
- um 1920: 22 cm hohe und 23 cm lange Katze mit Ball aus blauem Feinsteingut[7]
- um 1920: 17 cm hohes Buchstützen-Paar aus weißem Feinsteingut mit auf dem Rand knienden vollplastischen, polychrom bemalten Corpsstudenten[8]
- vor 1925: fünf die Kontinente der Erde symbolisierende schlanke Figuren an der Fassade des Hansahochhauses in Köln (gemeinsam mit Joseph Pabst (1879–1950), verschollen)
- 1926: Putto mit Schafsbock[9]
- 1926–1927: Keramische Türumrahmungen für Häuser an der Hubert-Prott-Straße und An der Fließ in Frechen-Bachem[10]
- 1927: „Braumännchen“ an der Hausecke des Gasthofs „Zur Glocke“ in Frechen (bezugnehmend auf den Brauereigründer Robert Metzmacher, heute im Museum)[11]
- 1928: Figur „Weisheit“ über dem Portal der Ringschule am Freiheitsring in Frechen-Unterdorf[12]
- um 1928: Trinkbrunnen in der Ringschule am Freiheitsring in Frechen-Unterdorf[13]
- um 1930: Skulptur „Christus Welterlöser“ bei der Kirche St. Audomar in Frechen[14]
- 1930: Sitzbild Christi am Kriegerdenkmal in Frechen-Bachem (Denkmal nach Entwurf des Architekten Julius Gatzen)[15]
- 1932: Christ-Königs-Denkmal in Düren-Mariaweiler (gestiftet anlässlich des 150jährigen Unternehmensjubiläums der Metalltuch- und Egoutteurfabrik Andreas Kufferath)[16]
- 1933: Friedhofshochkreuz in Nörvenich[17]
- 1956 aufgestellt: Piéta-Gruppe aus französischem Sandstein in der Kirche St. Mauritius in Köln[18]
- Sonnenuhr in Frechen
- 45 cm hohe Keramikfigur „Mutter mit Kind“

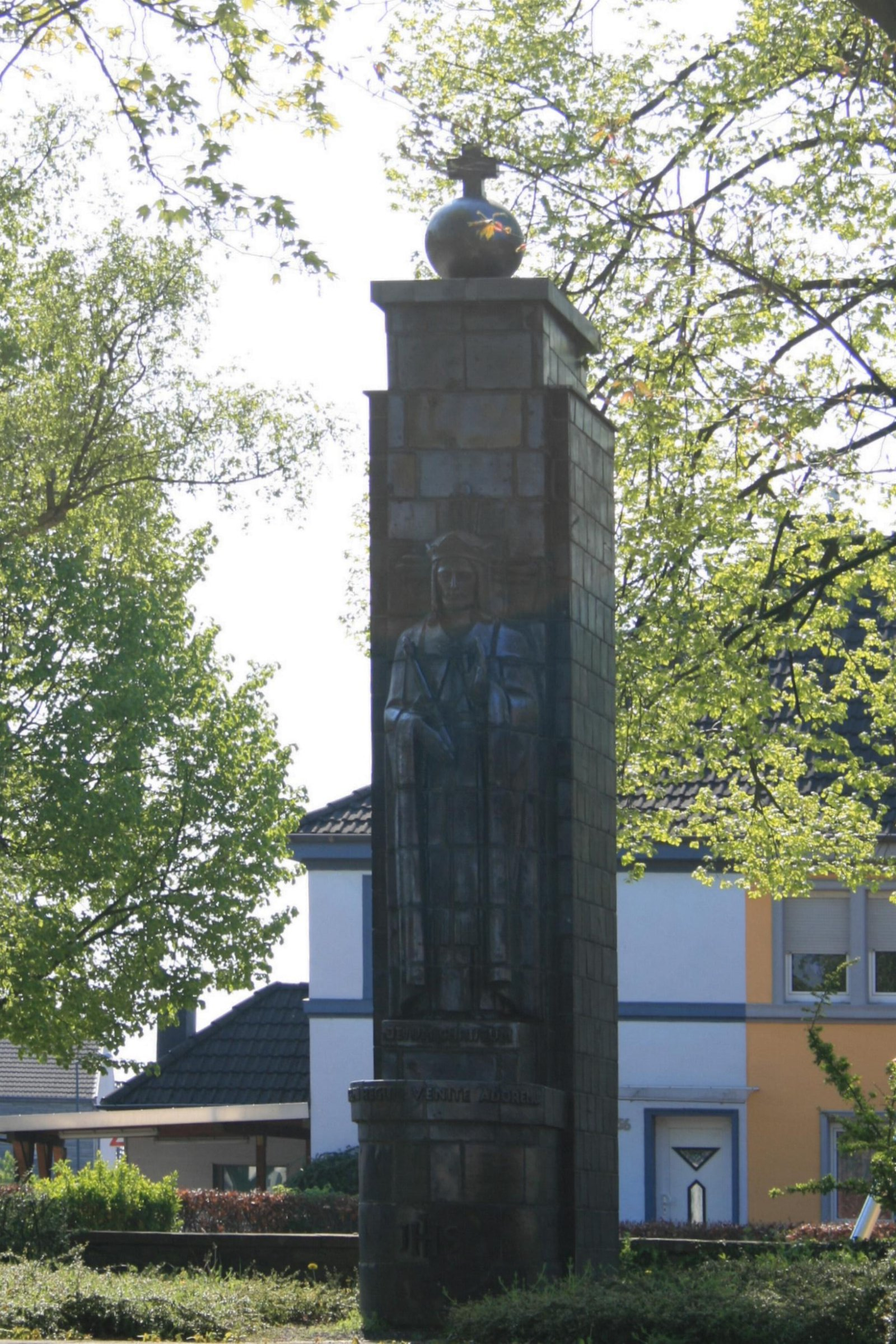
Christ-Königs-Denkmal in Mariaweiler
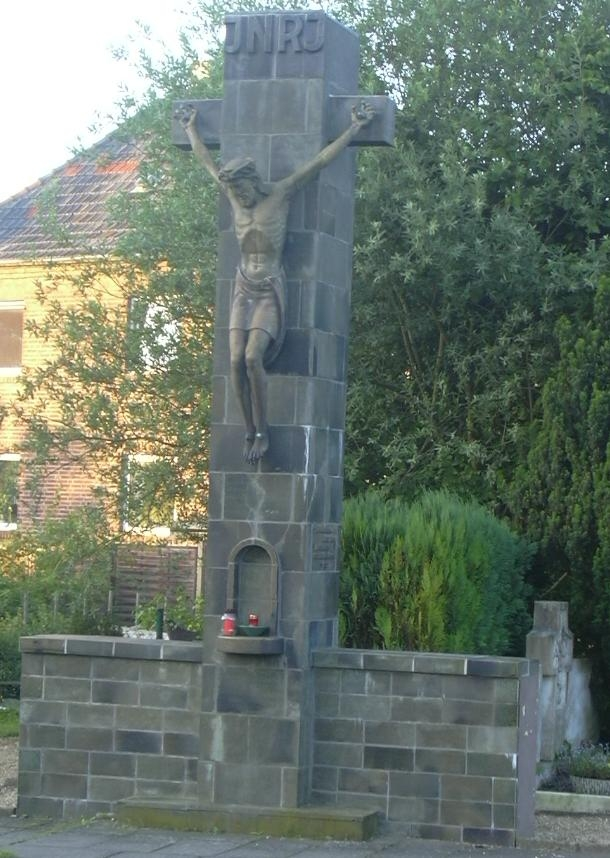
Friedhofshochkreuz in Nörvenich
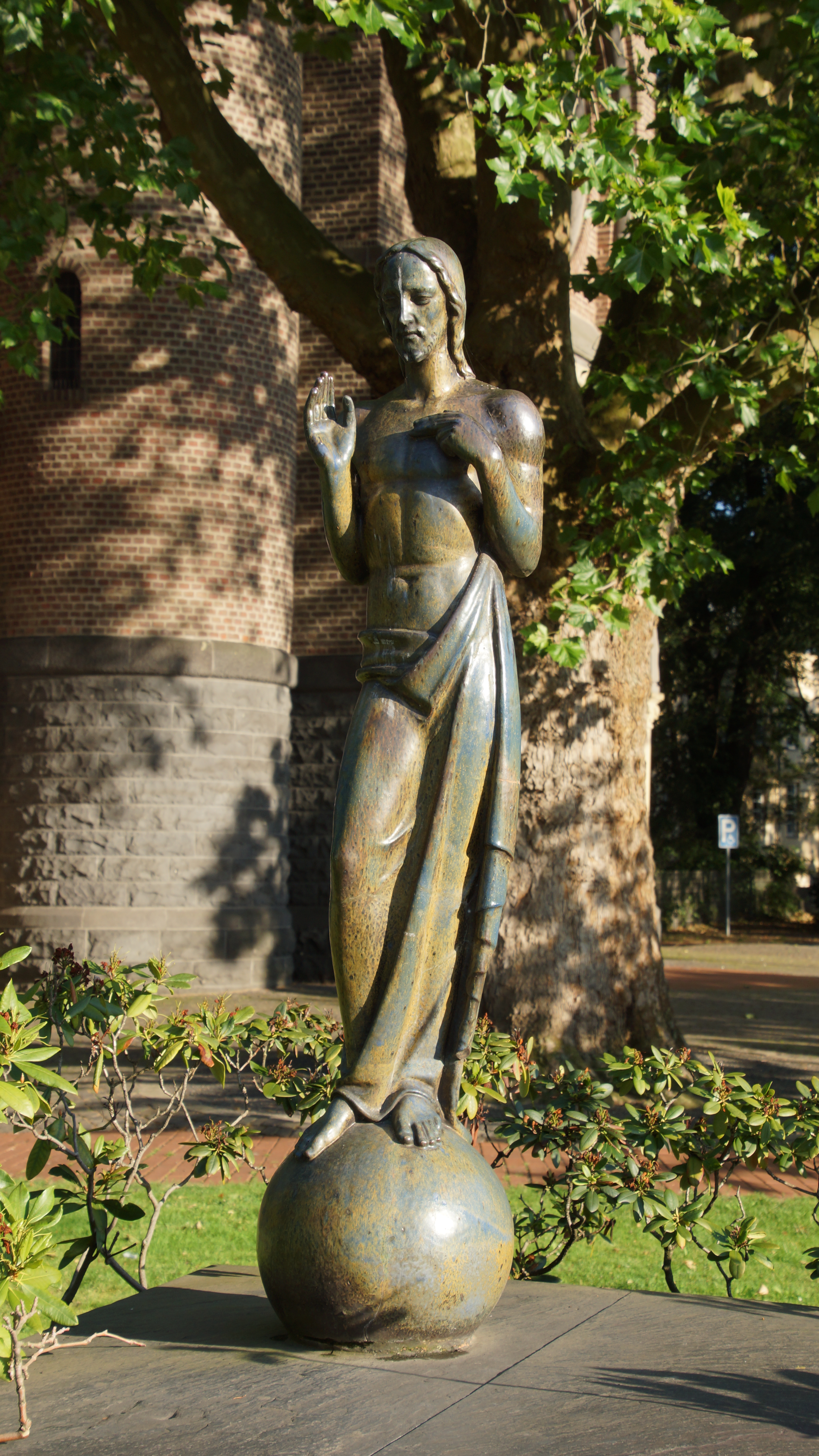
Statue "Christus Welterlöser" vor St. Audomar in Frechen
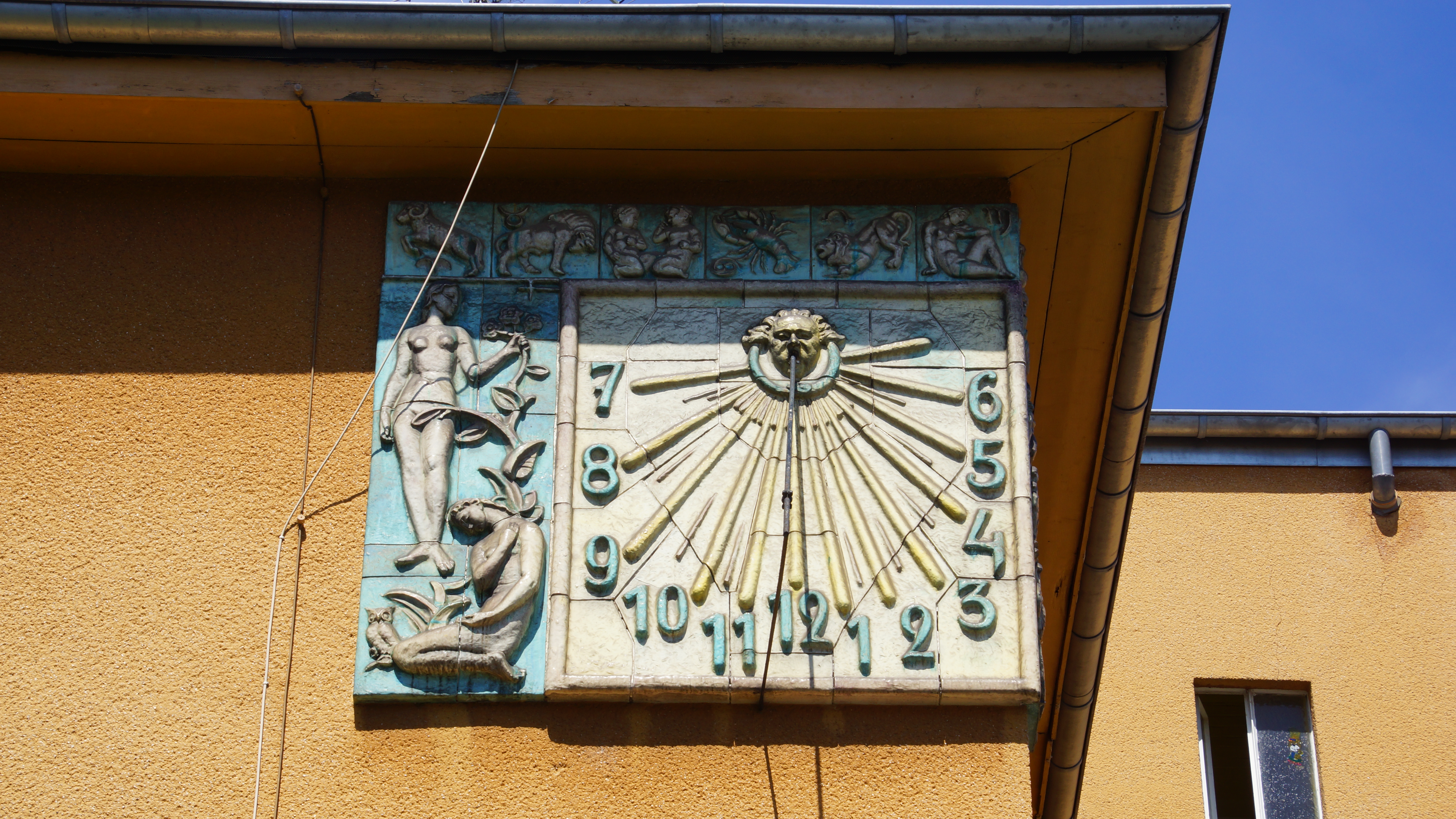
Sonnenuhr in Frechen